# Base aérienne de Hmeimim
La base aérienne de Hmeimim (aussi Khmeimim) est une base aérienne russe située au sud-est de la ville de Lattaquié dans le gouvernorat de Lattaquié, en Syrie.
La base est accessible uniquement au personnel russe mais partage plusieurs installations avec l'aéroport international Bassel el-Assad[réf. nécessaire]. 
Elle est utilisée depuis 2015 dans le cadre de l'intervention militaire russe en Syrie, combinée avec l'installation navale russe de Tartous.

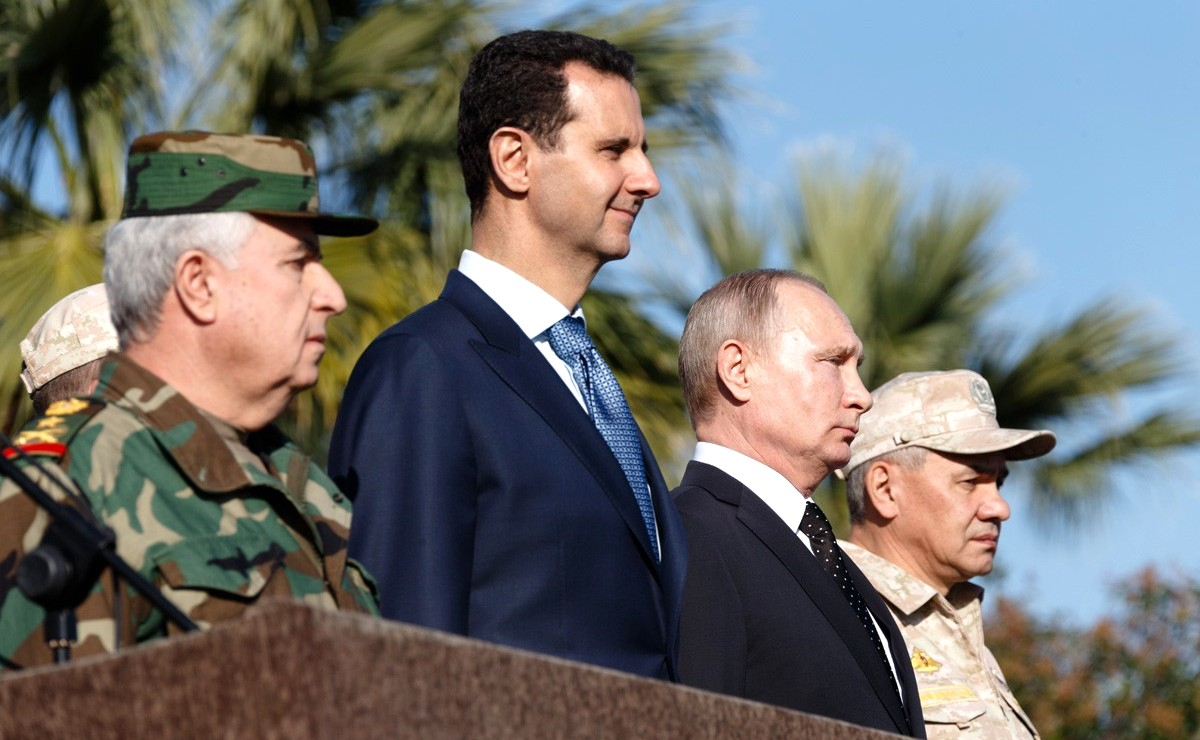
Bachar el-Assad avec Vladimir Poutine et Sergueï Choïgou.
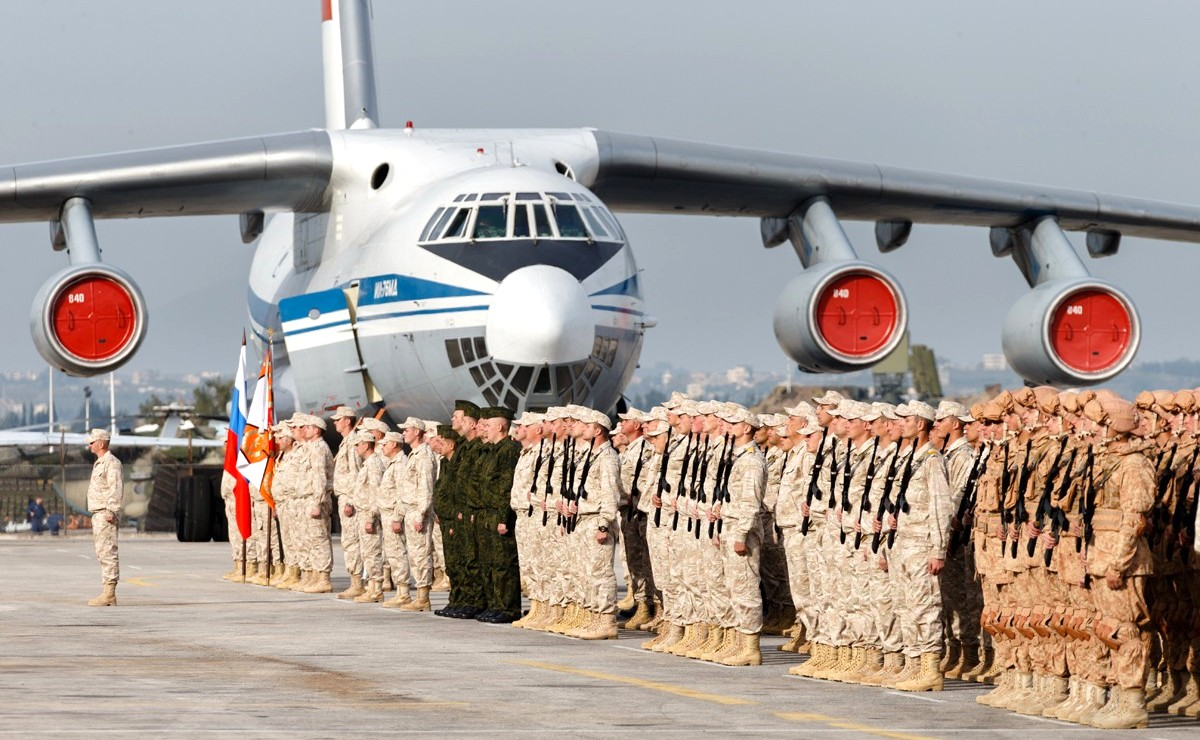
Le 11 décembre 2017.
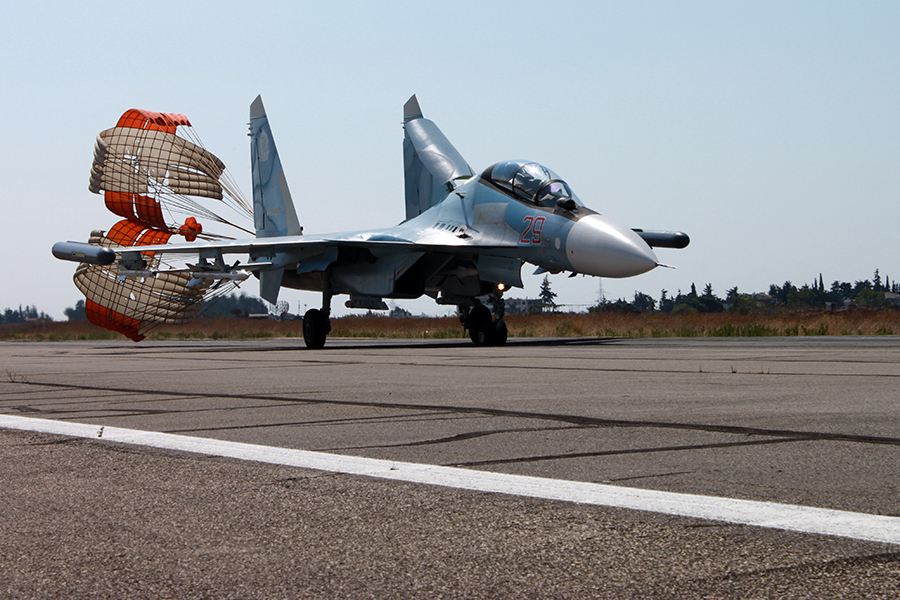
Soukoï 30 sur l'aéroport.
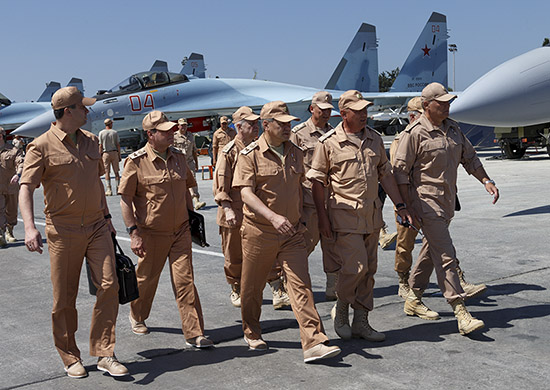
Sergueï Choïgou en 2016.